# Ghiacciaio Cracktrack
Il Ghiacciaio Cracktrack (in lingua inglese: Cracktrack Glacier, con il significato di ghiacciaio del cingolo rotto) è un ghiacciaio antartico che fluisce in direzione ovest dal settore centrale del Homerun Range per andare a confluire nella parte superiore del Ghiacciaio Tucker, nei Monti dell'Ammiragliato, in Antartide.

## Storia
Il ghiacciaio è stato usato come via di accesso al Field Neve dal gruppo geologico guidato da Robert H. Findlay, che faceva parte del New Zealand Antarctic Research Program durante la stagione 1981-82.
La denominazione è relativa al fatto che un cingolo di una motoslitta ebbe una seria rottura qui che richiese un intervento di emergenza sul campo per la riparazione.